# لیونل باه
لیونل باه (انگلیسی: Lionel Bah؛ زادهٔ ۲ فوریهٔ ۱۹۸۰) بازیکن فوتبال سابق اهل ساحل عاج است که در پست هافبک بازی می‌کرد.
از باشگاه‌هایی که در آن بازی کرده‌است می‌توان به باشگاه فوتبال استاد رنس، باشگاه فوتبال گنگام، و باشگاه فوتبال آسترا جورجو اشاره کرد.
وی همچنین در تیم ملی فوتبال ساحل عاج بازی کرده‌است.